# 新さっぽろ駅
新さっぽろ駅（しんさっぽろえき）は、北海道札幌市厚別区厚別中央2条5丁目にある札幌市交通局（札幌市営地下鉄）東西線の駅。駅番号はT19。日本最東端の地下鉄駅である。

## 概要
東西線の東側の起点・終点となる駅。札幌市厚別区のいわゆる新札幌副都心に位置し、北海道旅客鉄道（JR北海道）新札幌駅、新札幌バスターミナルやタクシー乗り場に隣接している。
JR新札幌駅とは表記が異なり、平仮名表記の「新さっぽろ」が正式名称となっている。札幌市交通局によると、これは近接するJR新札幌駅と区別するためであるとのこと。南北線・東豊線のさっぽろ駅（JR札幌駅に隣接）が平仮名表記になっているのも同じ理由である。なお、札幌市営地下鉄では他にJR北海道と同名の駅として白石駅と琴似駅が存在するが、これらはJR白石駅やJR琴似駅とは離れた位置にあり、混同しづらいことから区別を付けず、JR駅と同じ漢字表記となっている。

## 歴史
- 1982年（昭和57年）
  - 3月20日：白石駅 - 新さっぽろ駅間『開通式』開催[5][6]。
  - 3月21日：新さっぽろ駅開業[1][2]。（浦河沖地震の影響で、車両が一時ストップした[7]。）
- 2008年（平成20年）9月17日：ホームドア稼働開始[8]。
- 2009年（平成21年）4月1日：ワンマン運転『出発式』開催。
- 2023年（令和5年）10月26日：10番出入口供用開始[9][10]。

## 駅構造
厚別青葉通の地下にあり、構築形式は地下2階になっている。1面2線の島式ホームであり、駅ホームの幅員は札幌市営地下鉄の中で最も広い約15 m、延長が170 mある。出入口は10箇所ある。転轍機はひばりが丘駅方と留置線方の双方にあるが、当駅では東西線反対側の終点駅である宮の沢駅とは異なり、原則として入換方式を採っている（電車は1番ホームに到着後、乗客を全員降ろしてから奥の留置線へ回送され、転線の準備が整ったら2番ホームに入線して出発する）但し、前日からの夜間滞泊となる早朝の列車は1番ホームからの発車となる。北改札口に駅ホームと改札口を結ぶエレベーターを、9番出入口にコンコースと地上を結ぶエレベーターを、8番出口にコンコースと1階とJRのコンコースのある2階とを結ぶエレベーターを設置している。また、1番出入口の上り方向、新札幌駅や新札幌バスターミナルに通じる5番・8番出入口の上り下り両方向にエスカレーターを設置している。また、10番出入口はマールク新さっぽろに直結している。

### のりば
| ホーム | 路線   | 行先             | 備考       |
| ------ | ------ | ---------------- | ---------- |
| 1      | 東西線 | 大通・宮の沢方面 | 主に降車用 |
| 2      | 東西線 | 大通・宮の沢方面 | 主に乗車用 |

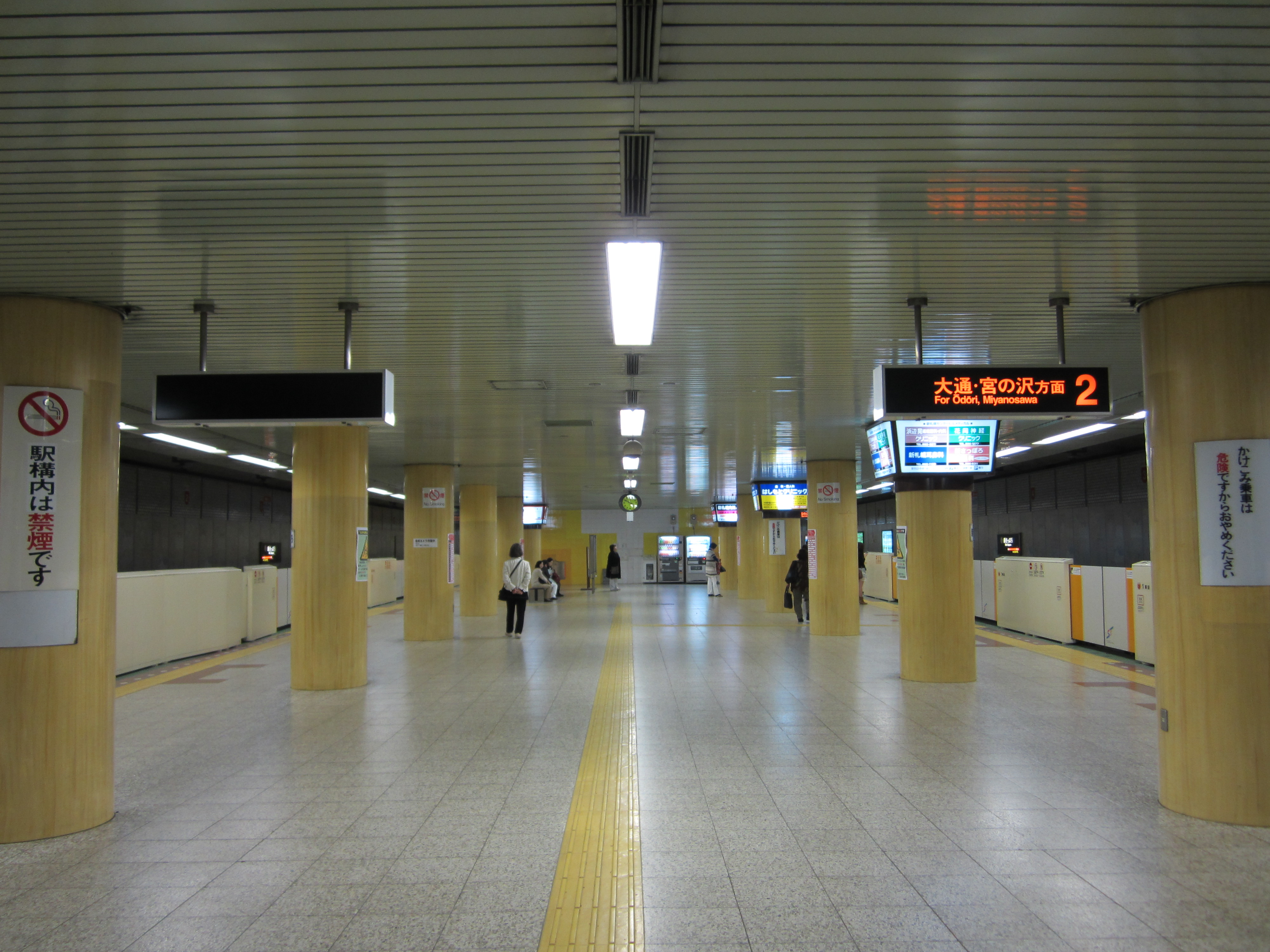
駅ホーム（2012年5月）
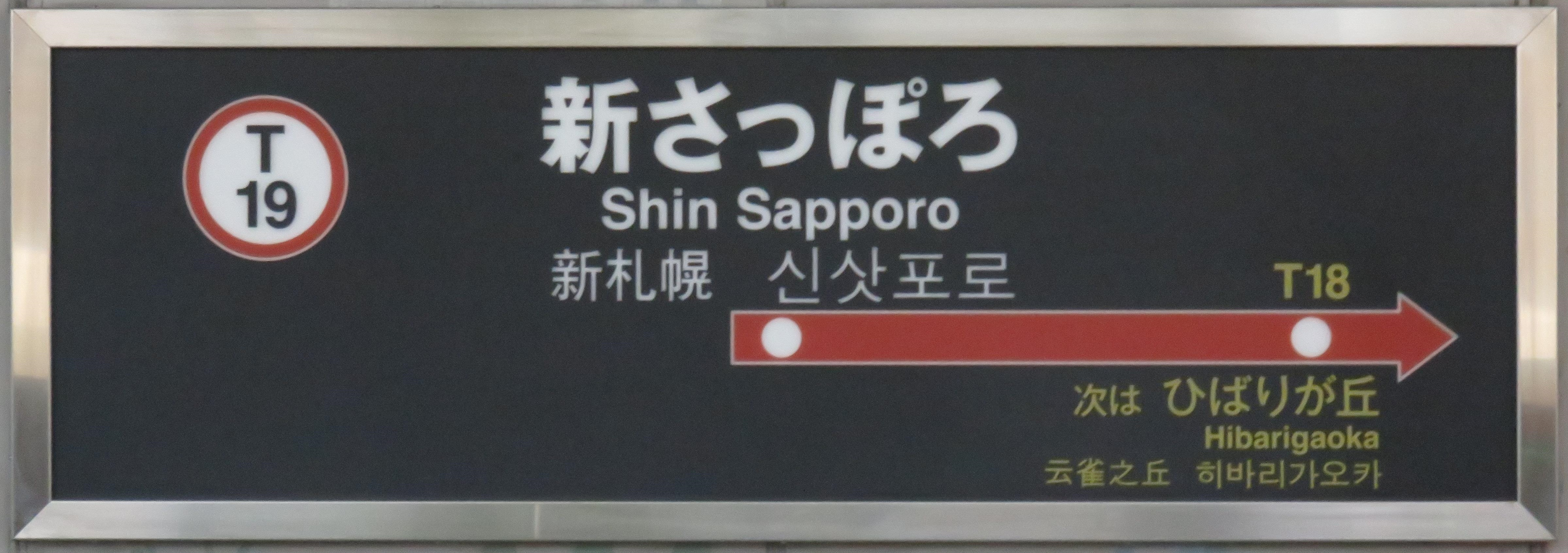
駅名標
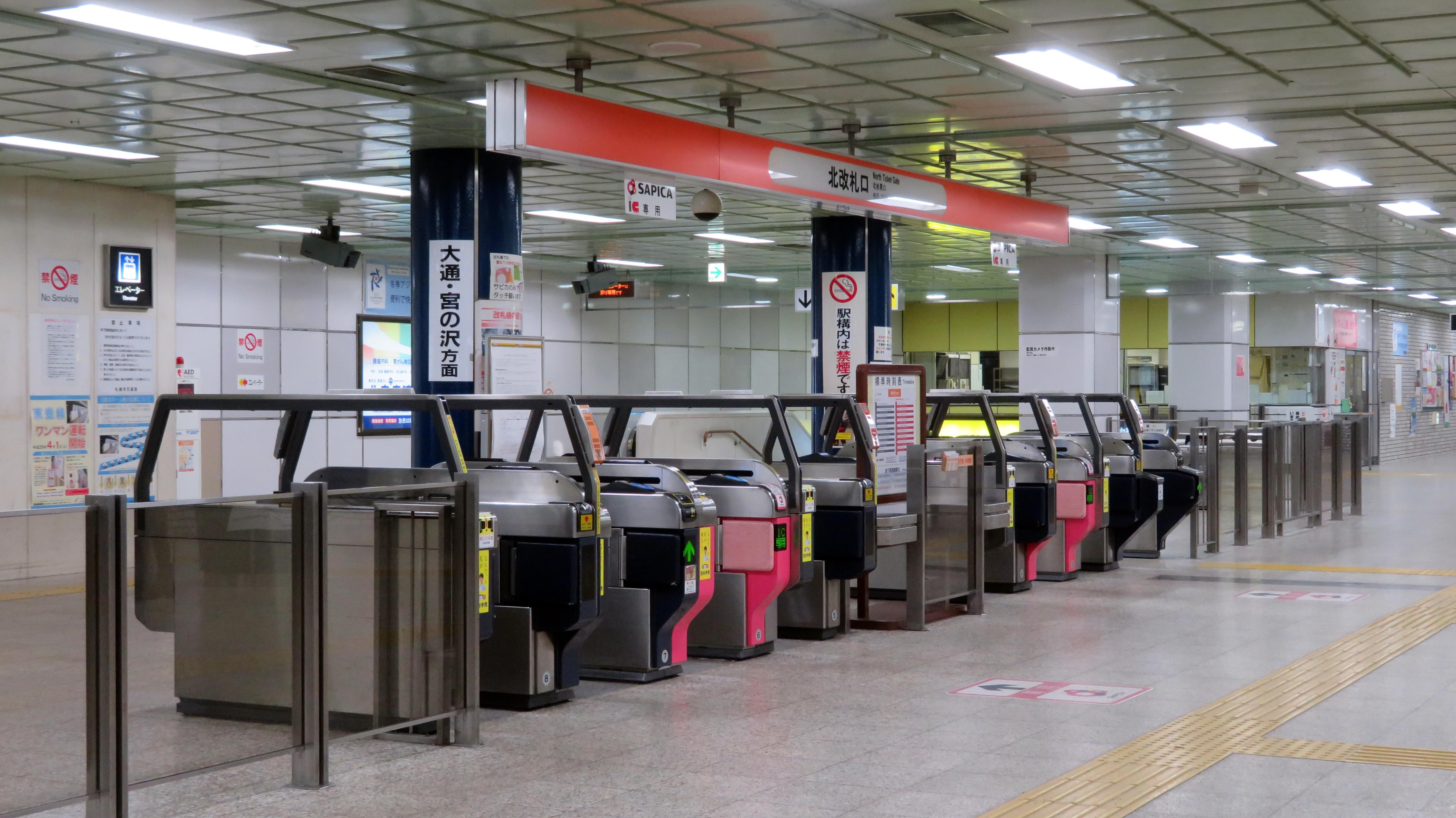
北改札口（2017年2月）
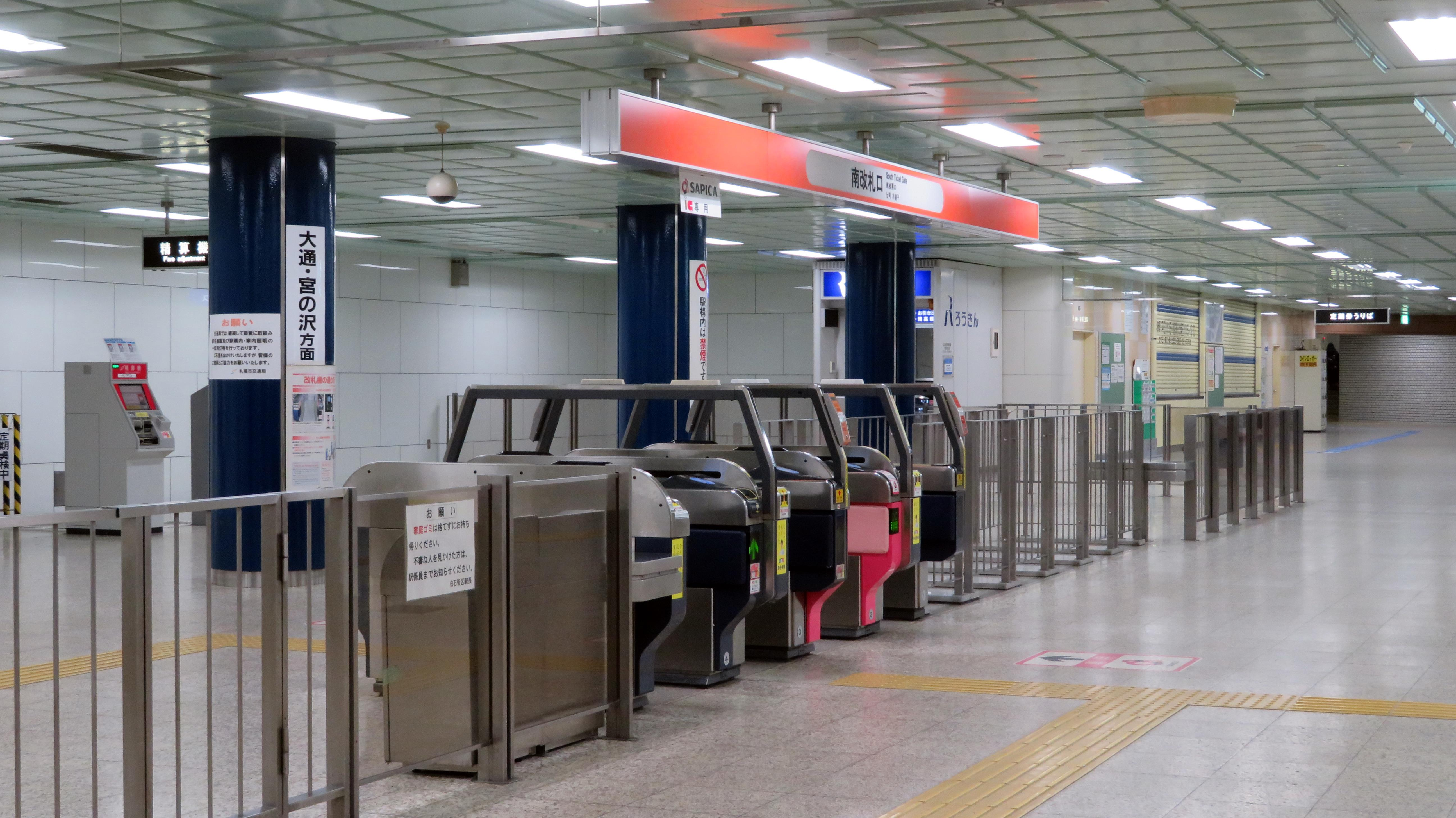
南改札口（2017年2月）
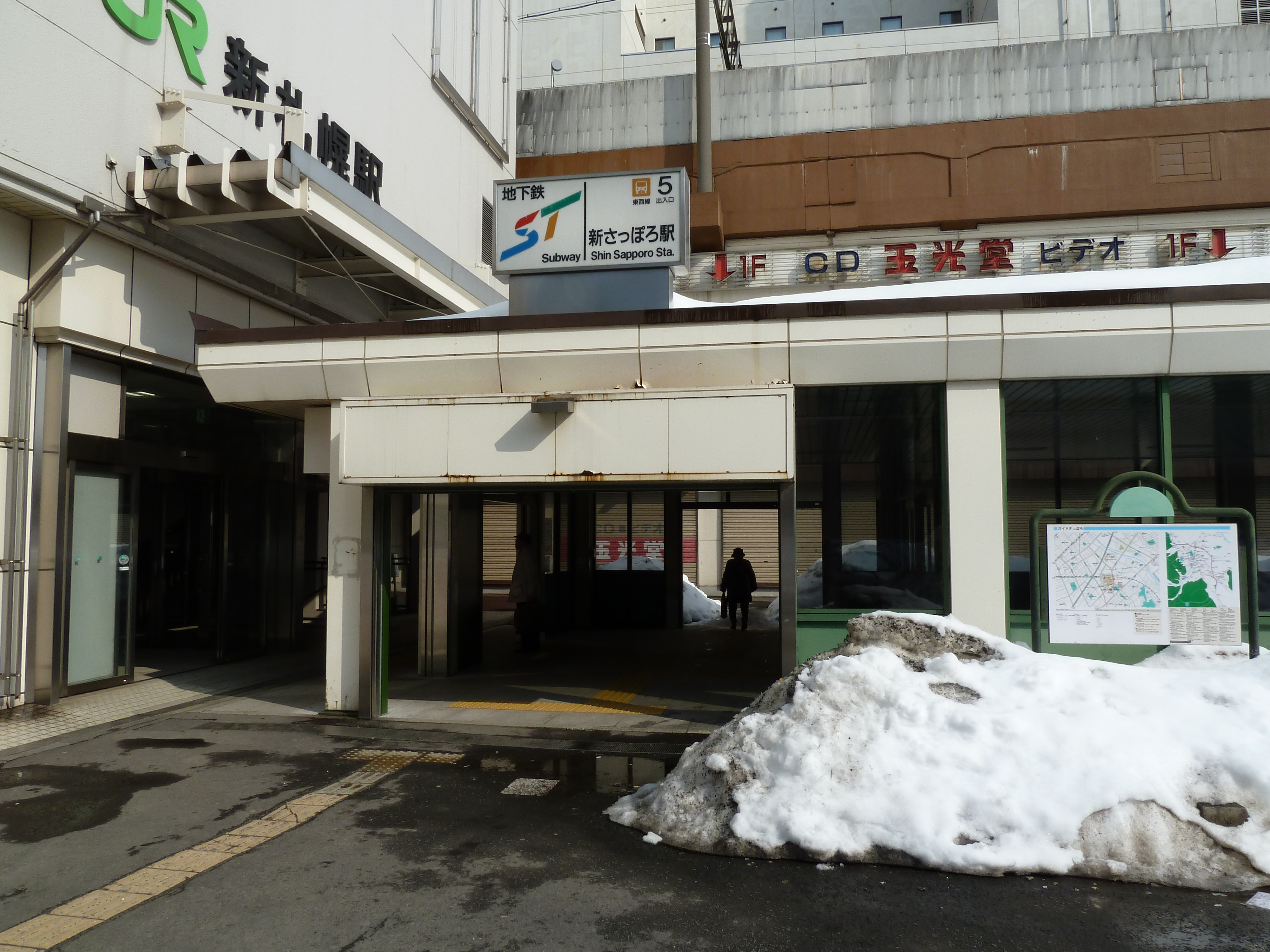
5番出入口（2011年3月）

## 利用状況
札幌市交通局によると、2020年度の一日平均乗車人員は14,887人であり、札幌市営地下鉄の中ではさっぽろ駅・大通駅・麻生駅に次いで4番目に利用客が多い駅になっている。
| 年度               | 1日平均 乗車人員 |
| ------------------ | ---------------- |
| 1994年（平成06年） | 22,389           |
| 1995年（平成07年） | 22,927           |
| 1996年（平成08年） | 22,184           |
| 1997年（平成09年） | 22,043           |
| 1998年（平成10年） | 20,047           |
| 1999年（平成11年） | 21,257           |
| 2000年（平成12年） | 21,087           |
| 2001年（平成13年） | 20,821           |
| 2002年（平成14年） | 20,608           |
| 2003年（平成15年） | 19,902           |
| 2004年（平成16年） | 19,719           |
| 2005年（平成17年） | 19,563           |
| 2006年（平成18年） | 19,653           |
| 2007年（平成19年） | 19,409           |
| 2008年（平成20年） | 19,312           |
| 2009年（平成21年） | 18,658           |
| 2010年（平成22年） | 18,654           |
| 2011年（平成23年） | 18,622           |
| 2012年（平成24年） | 19,080           |
| 2013年（平成25年） | 19,401           |
| 2014年（平成26年） | 19,922           |
| 2015年（平成27年） | 19,966           |
| 2016年（平成28年） | 20,336           |
| 2017年（平成29年） | 21,010           |
| 2018年（平成30年） | 21,089           |
| 2019年（令和元年） | 20,581           |
| 2020年（令和2年）  | 14,887           |

## 駅周辺
駅ビル「新さっぽろ駅ターミナルビル」（新さっぽろアークシティ デュオ-1・デュオ-2、新さっぽろアークシティホテル、新札幌バスターミナル、タクシー乗り場）、「サンピアザショッピングセンター」（サンピアザ、イオン新さっぽろ店、カテプリ、サンピアザ劇場、サンピアザ水族館）、BiVi新さっぽろに直結しており、札幌副都心開発公社が管理・運営している施設は愛称を「新さっぽろアークシティ」としている。札幌学院大学新札幌キャンパスまで1番出口から徒歩約1分、札幌看護医療専門学校や羊ヶ丘病院まで1番出口から徒歩約3分、地域医療機能推進機構札幌北辰病院（JCHO札幌北辰病院）まで9番出口から徒歩約3分、新札幌循環器病院まで5番出口から徒歩約5分、北海道札幌方面厚別警察署（厚別優良運転者免許更新センター）まで徒歩約6分に位置している。
- 札幌市青少年科学館
- 厚別郵便局
- 札幌市厚別区体育館
- 札幌市厚別消防署
- 札幌市厚別区役所
- 札幌市厚別区民センター・札幌市厚別図書館
- ホクノースーパー新札幌店
- 卸売スーパー新さっぽろ店
- ホテルエミシア札幌
- 北海道札幌東商業高等学校
- 新さっぽろ年金事務所
- 札幌市厚別温水プール
- マールク新さっぽろ（ 新さっぽろ脳神経外科病院、新札幌整形外科病院、交雄会新さっぽろ病院、D-スクエア新さっぽろ、ラ･ジェント･ステイ新さっぽろ、BiVi新さっぽろ）
- 北海道信用金庫 新札幌支店

## 隣の駅
札幌市営地下鉄
 東西線
ひばりが丘駅 (T18) - 新さっぽろ駅 (T19)